# José Pedro Goulart
José Pedro Goulart (Porto Alegre, 20 de Dezembro de 1959) é um cineasta e publicitário brasileiro.

## Biografia
Formado em Jornalismo pela Unisinos (1982), José Pedro Goulart trabalhou na TVE RS, onde chegou muito jovem a diretor de programação (1985).
Largou a televisão no ano seguinte, para se dedicar à realização de filmes de curta-metragem, inicialmente em co-direção com Jorge Furtado. Foi um dos fundadores da Casa de Cinema de Porto Alegre e participante da chamada "Primavera do Curta", quando o cinema brasileiro passava por uma grave crise ao mesmo tempo em que os curtas nacionais ganhavam dezenas de prêmios em festivais no exterior. Seu O Dia em que Dorival Encarou a Guarda, dirigido em parceria com Jorge Furtado, por exemplo, foi premiado nos festivais de Havana e Huelva, além de Gramado. Como integrante da Casa de Cinema, Goulart foi produtor associado dos curtas Barbosa e Ilha das Flores.
Em 1991, durante o período Collor, José Pedro desligou-se da Casa de Cinema para criar a Zeppelin Filmes, que em seguida tornou-se a maior produtora de publicidade da região sul do Brasil, além de realizar curtas e documentários. Como publicitário, José Pedro já foi premiado seis vezes como diretor do ano pelo Salão da Propaganda do Rio Grande do Sul; em 2004, recebeu o Prêmio Folha/Meio & Mensagem como o diretor de publicidade mais premiado do Brasil.
Seu curta O Pulso (1997) recebeu prêmios de melhor filme nos festivais de Palm Springs, Gramado, Rio de Janeiro, Cuiabá e Vitória, além de melhor roteiro em Brasília. Foi também co-roteirista e produtor do curta O Branco (2000, de Liliana Sulzbach e Ângela Pires), premiado em diversos festivais nacionais e internacionais. Na Zeppelin, produziu ainda o documentário O Cárcere e a Rua (2004), de Liliana Sulzbach, premiado em Gramado e no forum.doc de Belo Horizonte  e o curta-metragem Vera Lúcia (2006), de Diego de Godoy.
Desde 2001 foi cronista de cultura do jornal Zero Hora; suas crônicas quinzenais foram reunidas em três livros já publicados pela Editora L&PM. Desde 2007, é também colunista do Terra Magazine.
Em 2007, José Pedro fez a direção geral do DVD Tangos & Tragédias, fixando um sucesso de mais de 20 anos dos palcos de Porto Alegre. Em 2008, dirigiu o espetáculo musical "Onde está o amor?", do cantor Nico Nicolaiewsky, que estreou em Porto Alegre no mês de março, no Teatro do Bourbon Country, e foi reapresentado em novembro no Theatro São Pedro.
Ainda em março de 2008, desligou-se da Zeppelin e em outubro anunciou a abertura da empresa Mínima, focada em produção de conteúdo para mídias não tradicionais. Atualmente, sob a supervisão de José Pedro Goulart, a Mínima desenvolve os projetos das séries para TV Elvis e o cometa e A princesa do coração gelado. Prepara também seu primeiro projeto de longa-metragem.
José Pedro Goulart foi casado com a atriz Ana Maria Mainieri, com quem tem uma filha, Paris (2003).

## Filmografia
como diretor
- 2015: "Ponto Zero"
- 2007: "Tangos & Tragédias" (DVD)
- 1997: "O Pulso" (curta-metragem)
- 1995: "Sonho" (episódio do longa "Felicidade É…")
- 1986: "O Dia em que Dorival Encarou a Guarda" (curta, co-dir. Jorge Furtado)
- 1984: "Temporal" (curta, co-dir. Jorge Furtado)

como produtor
- 2006: "Vera Lúcia" (curta)
- 2005: "O Continente de Erico" (especial TV)
- 2004: "O Cárcere e a rua" (documentário)
- 2002: "Travessia" (especial TV)
- 2002: "História natural" (curta)
- 2000: "Sul sem fronteiras (especial TV)
- 2000: "O Branco" (curta)

## Livros publicados
- 2009: A voz que se dane, editora L&PM, ISBN 8525419743
- 2006: Minhas certezas erradas, editora L&PM, ISBN 8525416274
- 2003: Confissões de um comedor de xis, editora L&PM, ISBN 8525413194